# Трново (Источно Сарајево)
Трново је насељено мјесто и сједиште истоимене општине у Републици Српској, БиХ. Једна је од шест општина града Источно Сарајево. Према прелиминарним подацима пописа становништва 2013. године, у насељеном мјесту Трново укупно је пописано 956 лица.

## Географија
Само урбано подручје Трнова карактерише издужен облик, положен у правцу сјевер-југ. Смештено је у алувијалном проширењу ријеке Жељезнице, а протеже се од насеља Тошићи и Широкари на југу до улаза у кањонски дио којим је Трново на сјеверу одвојено од Федерације БиХ. Дужина урбаног подручја износи око 4,3 км, а његова просечна ширина је око 1,3 км, односно укупна површина урбаног подручја износи 567 ха. У ово подручје укључен је долински, равничарски дио ријеке Жељезнице просечне ширине око 500 м, те источне и западне падине њеног обода у појасу од 400 до 600 м са просечном надморска висином од 823 м. Тиме је у урбано подручје укључен и доњи дио слива десних притока Жељезнице, Љушта и Широкарница.

## Историја
Митрополит Дабробосански Георгије Николајевић је на празник Малу Госпојину, 8. септембра 1886. године осветио нову цркву у Трнову, грађену од тврдог материјала.
Симо Соколовић, парох трновски, умро је 10. јануара 1889. године у Трнову, а сахрањен у Сарајеву, на Кошевском гробљу. Соколовић је био рођен 1830. године у Фочи, а рукоположен за свештеника 7. фебруара 1888. године. Пре тога је три деценије рачуновођа и деловођа црквене општине у Сарајеву. Тамо се јавља 1870. године као претплатник задарског "Србско-далматинског магазина" за 1870-1871. годину. Године 1889. било је упражњено место пароха у Трнову. Та парохија је имала у то време 2.739 "чељади" у 224 куће.
Покојни трновски поп Симо Соколовић је покренуо акцију док је био жив, да се у Трнову подигне српски православни парохијски дом. Соколовића је заменио поп Никола Николајевић, који је током 1891. године дом изградио до краја. Трошак је разрезан на парохијана, а 300 форинти је стигло од Земаљске владе у Сарајеву. Градњу је контролисао Јанковић, управитељ испоставе. Освећење парохијског дома уследило је 2. септембра 1891. године. Године 1892. сарајевски парох Петар Максимовић премештен на парохију Трнову, у Сарајевском протопрезвитерату. Претходни парох Николајевић је отишао у Жепче.
Парох је био Милорад Јелић. У то време црквена општина није имала непокретног поседа. Парохија Трново имала је у саставу 22 села, са 224 куће и 2.739 душа.
Светосавска беседа је одржана у Трнову 1899. године.

### 20. век
За време Првог свјетског рата оштећен је звоник и однета су звона. Звоник је поправљен 1920, а звоно је купљено 1921. године. За време Другог свјетског рата Нијемци су цркву претворили у коњушницу. Уништили су црквену архиву, књиге и иконе на иконостасу. По завршетку рата 1945. године црква је враћена у првобитно стање. Проблеми су наступили са новом комунистичком влашћу, која је забрањивала народу да долази у цркву. Црквена кућа је претворена у хотел, парохијски дом је заузела Удба, црквено земљиште национализовано и на њему подигнут задружни дом као и костурница партизанским борцима.
Трново је током рата у БиХ, баш као и у претходним ратовима, претрпјело доста штете. Овде је током 1992. године страдало 124 српских цивила и један православни свештеник, а парохијски дом и сама црква су запаљени.
Мањи дио насеља Трново припао је Федерацији БиХ након Дејтонског споразума.

## Спорт
Трново је сједиште фудбалског клуба Жељезница.

## Становништво
|             | 2013.        | 1991.           | 1981.          | 1971.         |
| Укупно      | 956 (100,0%) | 2 099 (100,0%)  | 1 403 (100,0%) | 765 (100,0%)  |
| Срби        | 705 (73,74%) | 939 (44,74%)    | 737 (52,53%)   | 506 (66,14%)  |
| Бошњаци     | 234 (24,48%) | 1 078 (51,36%)1 | 552 (39,34%)1  | 233 (30,46%)1 |
| Хрвати      | 7 (0,732%)   | 14 (0,667%)     | 8 (0,570%)     | 17 (2,222%)   |
| Црногорци   | 3 (0,314%)   | –               | 13 (0,927%)    | 7 (0,915%)    |
| Муслимани   | 2 (0,209%)   | –               | –              | –             |
| Неизјашњени | 2 (0,209%)   | –               | –              | –             |
| Југословени | 1 (0,105%)   | 46 (2,192%)     | 91 (6,486%)    | 1 (0,131%)    |
| Непознато   | 1 (0,105%)   | –               | –              | –             |
| Остали      | 1 (0,105%)   | 22 (1,048%)     | 2 (0,143%)     | –             |
| Словенци    | –            | –               | –              | 1 (0,131%)    |

1. 1 На пописима од 1971. до 1991. Бошњаци су пописивани углавном као Муслимани.